# زيغمونت وايس
زيغمونت وايس (بالبولندية: Zygmunt Weiss)‏ هو صحفي بولندي، ولد في 4 أبريل 1903 في وارسو في بولندا، وتوفي في 4 يونيو 1977 في باد إيستشل في النمسا.

## وصلات خارجية
- زيغمونت وايس على موقع أوليمبيديا (الإنجليزية)
- زيغمونت وايس على موقع اللجنة الأولمبية البولندية (مؤرشف) (البولندية)